# Chiusi della Verna
Chiusi della Verna es una localidad italiana de la provincia de Arezzo , región de Toscana, con 2.138 habitantes.

Ubicación de la ciudad de Chiusi della Verna dentro de la provincia de Arezzo.

## Evolución demográfica
| Gráfica de evolución demográfica de Chiusi della Verna entre 1861 y 2001 |
|                                                                          |
| Fuente ISTAT - elaboración gráfica de Wikipedia                          |

## Ciudades hermanadas
- Helmstadt
- Serravalle